# نگوزی اوکوبی-اوکوگنه
نگوزی اوکوبی-اوکوگنه (انگلیسی: Ngozi Okobi-Okeoghene؛ زادهٔ ۱۴ دسامبر ۱۹۹۳) بازیکن فوتبال اهل نیجریه است.
از باشگاه‌هایی که در آن بازی کرده‌است می‌توان به واشینگتن اسپیریت اشاره کرد.
وی همچنین در تیم ملی فوتبال زنان نیجریه بازی کرده‌است.